# Gergelyi Oszkár

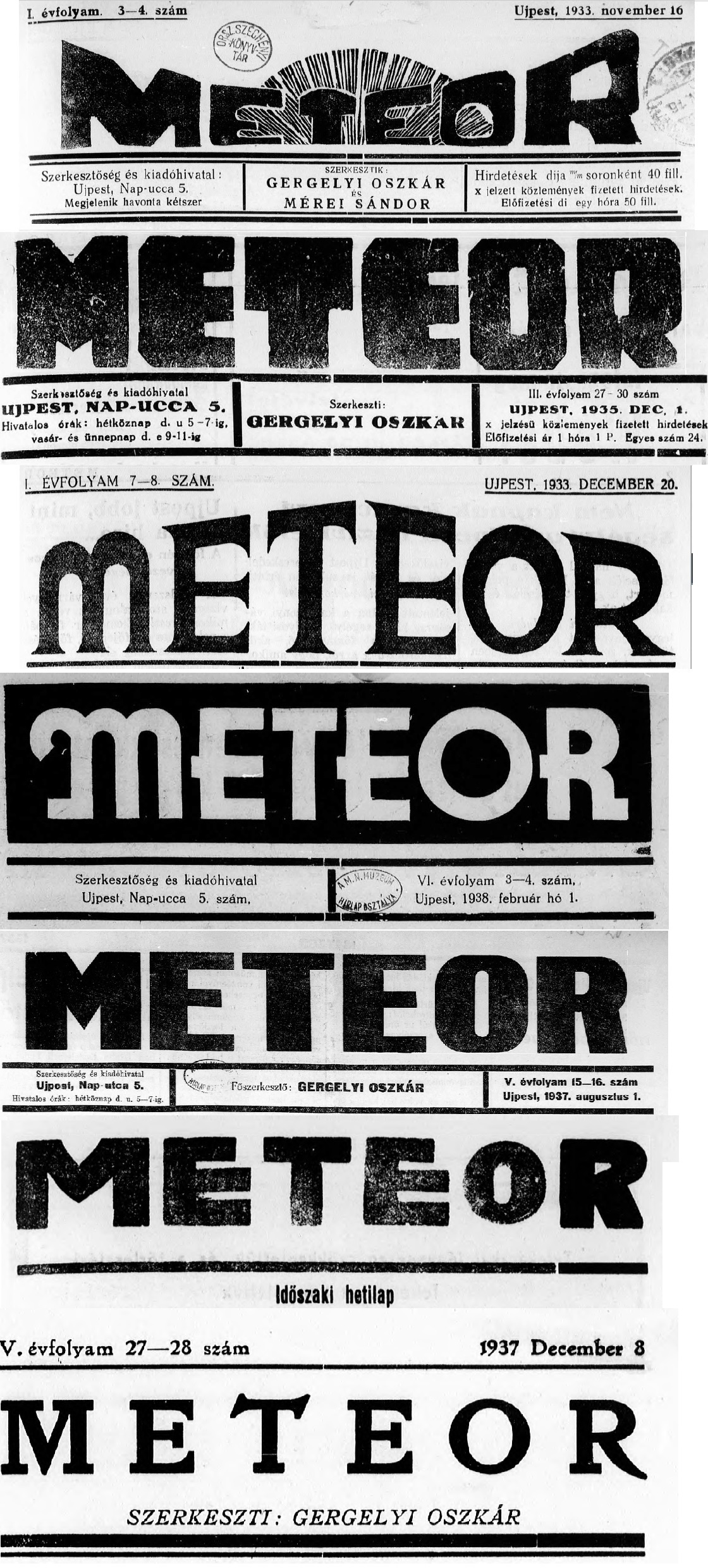
A Meteor c. újság fejlécei 1933 és 1938 között

Gergelyi Oszkár, eredeti nevén Schwarz Oszkár (Budapest, Terézváros, 1900. július 30. – Rákospalota, 1950. november 24.) író, újságíró, hírlapíró, az 1933 és 1938 között kiadott Újpesti Meteor c. jobboldali helyi hírlap főszerkesztője, Újpest és Rákospalota közéletének ismert alakja az 1930-as években.

## Életpályája
Schwarz Aladár betűszedő segéd és Lichtmann Mária fiaként született izraelita származású családba.
Életrajza hiányos, iskolái nem ismertek, fénykép nem maradt fenn róla.
1932. június 9-én Újpesten feleségül vette Pállya Edith Etelka festőművésznőt, Pállya Celesztin festőművész lányát. Egy fiuk született, Gergelyi György. Házasságkötése után, felvette a római katolikus hitet és magyarosította nevét Schwarzról Gergelyire.
A 30-as évek folyamán bizonyosan lakott az újpesti Tél utca 46. szám alatt, 1941-től az újpesti Zichy Mihály utca 2. szám alatti házban, a második világháború után pedig Rákospalotán, a Jókai utca 10. szám alatt.

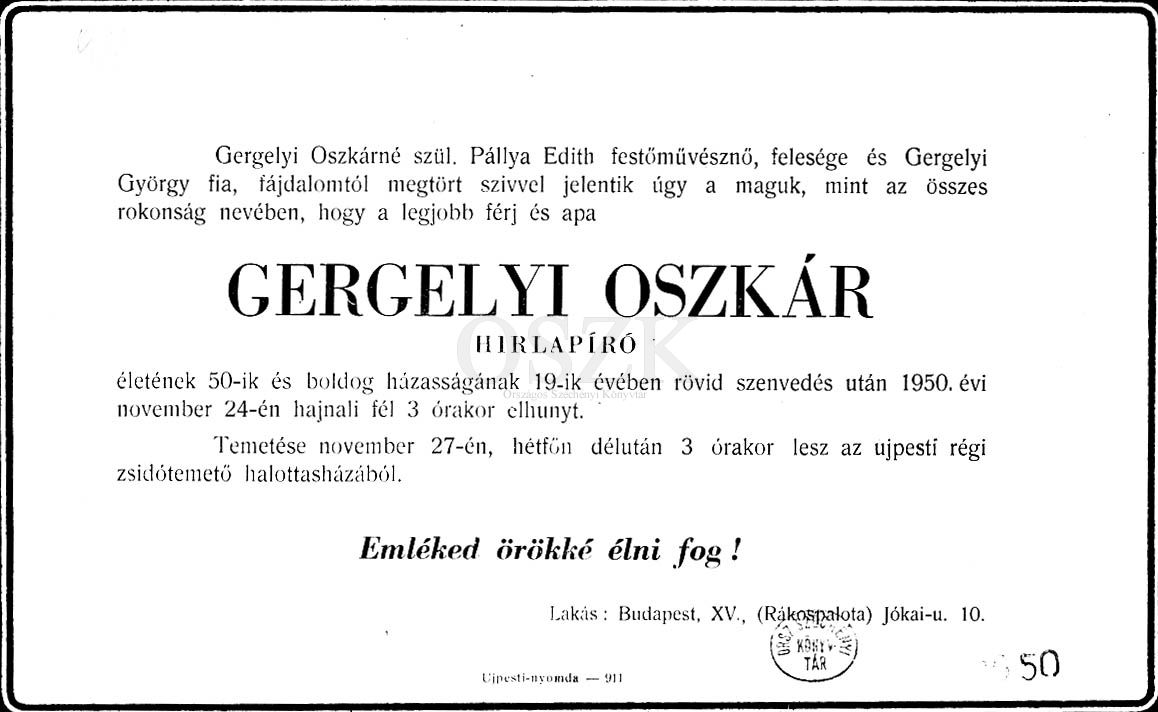
Gergelyi Oszkár gyászjelentés.

Mindössze 50 évesen, 1950. november 24-én, a Baross utcai kórházban, tüdőhályog következtében halt meg. 1950. november 27-én a (ma már nem létező) újpesti régi zsidótemetőbe temették.

## Írói és újságírói munkássága
Bizonyos, hogy a húszas években már részt vett az újpesti sajtóéletben. Amikor 1931-ben megjelentette első könyvét, a száz szatírát tartalmazó „A mi értékeink”-et, már kitűnő hírlapíróként említették.
A 8 Órai Újság 1920.05.14-i száma arról ír, hogy az újpesti Diófa utca 4. szám alatt élő Schwarz Oszkár 20 éves tisztviselő „egyik ismerősével politikai vitát folytatott, ennek kapcsán ellenkező nézeteik miatt szóváltás keletkezett közöttük, majd verekedésre került sor, ami közben Schwarzot ellenfele egy késsel megszúrta a bal fülén.”
1932-ben jelent meg a „Tempó Újpest!” című, 160 oldalas, Újpest sportját bemutató könyve, melyhez Kolozsvári Andor, az országos ismertségű grafikusművész rajzolt karikatúrákat. A szöveget Gergelyi Oszkár és Kolozsvári Andor írták. Az előszót Karafiáth Jenő kultuszminiszter, dr. Semsey Aladár polgármester és Bús-Fekete László jegyezték. A „Tempó Újpest!” szereplői: az UTE és az U.R.A.K. sportolói, focistái, drukkerei, a Dumavár vezérei és a sajtó.
Ugyanebben az évben adta ki Gergelyi a második könyvét, a „Muc” című novelláskötetet. „A kültelki gyerekhad játéka, a baraktábor megrázó élete, a szegények gyötrődése megkapóan tükröződik e kis írásokból” - írták róla az ismertetőben.

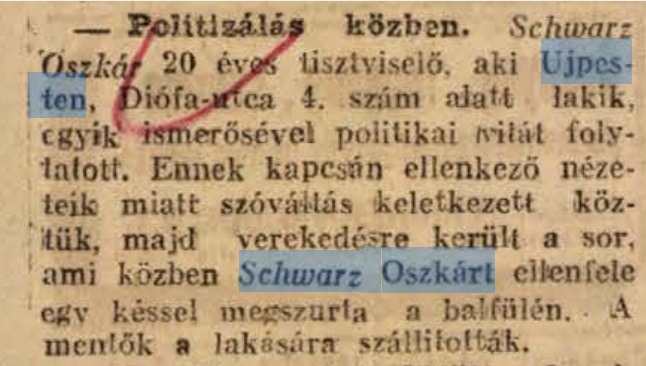
8 Órai Újság (1920.05.14.)

1932-ben szerkesztője lett az akkor alakult újpesti „Színház és Mozi Magazin”-nak, melyben Acsády Károllyal és Berda Józseffel együtt jelentek meg írásai. 1933-ban azonban elhagyta az újságot és megalapította saját lapját, a Meteort. A népszerű korabeli lapban rengeteget írt Újpest közéletéről, gyárairól, munkásairól, sportéletéről, bűnügyeiről, botrányairól, a szegénynegyedekben nyomorgók mindennapjairól. Rendre kritizálta a város vezetőit, köztük a város híres polgármesterét, Semsey Aladárt. Írásaiban számon kérte a korrupciót, felemelte szavát az igazságtalanságok ellen.
Az 1930-as évek közepén tagja volt a Magyarországi Vidéki Lapok Országos Egyesületének, bekerült a számvizsgáló bizottságba is. Ebben az időben – a Meteor mellett – felelős szerkesztője volt a szintén Újpesten megjelenő „Ipari és Kereskedelmi Közlöny” című gazdaságpolitikai hetilapnak.
1934 februárjában az újpesti Árpád út 56. szám alatt lévő Pannonia kávéházban korábbi írásai miatt brutálisan bántalmazták, a támadásról a Meteor következő számában számolt be.
1936 január 28-án jelen van a dr. Rajki Móric által alapított Újpesti Városi Gazdasági Párt nevű újpesti civil egylet megalakulásánál, márciusban annak szervezőbizottsági ülésén fel is szólal.

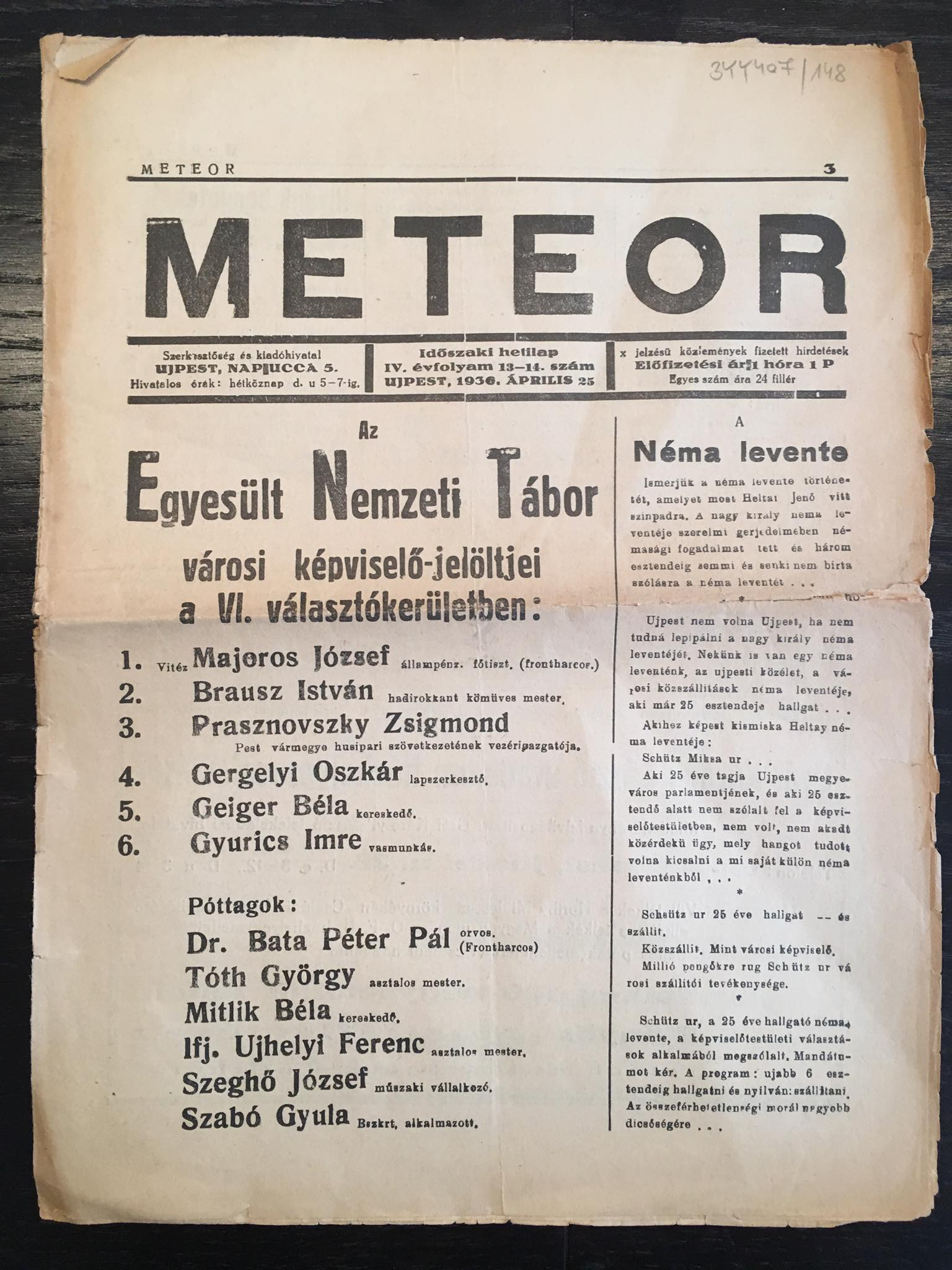
Az Újpesti Meteor egyik eredeti példánya 1936-ból. Az újság az Egyesült Nemzeti Tábor elnevezésű jobboldali koalíciót támogatta az újpesti helyhatósági választásokon. A Meteor főszerkesztője, Gergelyi Oszkár a lista 4. helyén szerepelt, de végül nem jutott be a képviselő-testületbe.

1936 májusában az Egyesült Nemzeti Tábor jelöltje volt az újpesti helyhatósági választásokon. Az Egyesült Nemzeti Tábor elnevezés alatt a jobboldali pártok (Nemzeti Egység Pártja és a keresztény pártok) közösen indultak, velük szemben Polgárok és Munkások Szövetsége név alatt tömörültek a függetlenségiek, a liberálisok és a szociáldemokraták. A baloldali tömb 51:9 arányban nyert a választáson, így Újpestnek baloldali vezetése lett és Gergelyi Oszkár sem jutott be az akkor még hatvan fős városi képviselő-testületbe.
1945-után „A munka” című lap szerkesztője, valamint a „Rákospalota” és az „OKISZ Hírek” felelős szerkesztője.

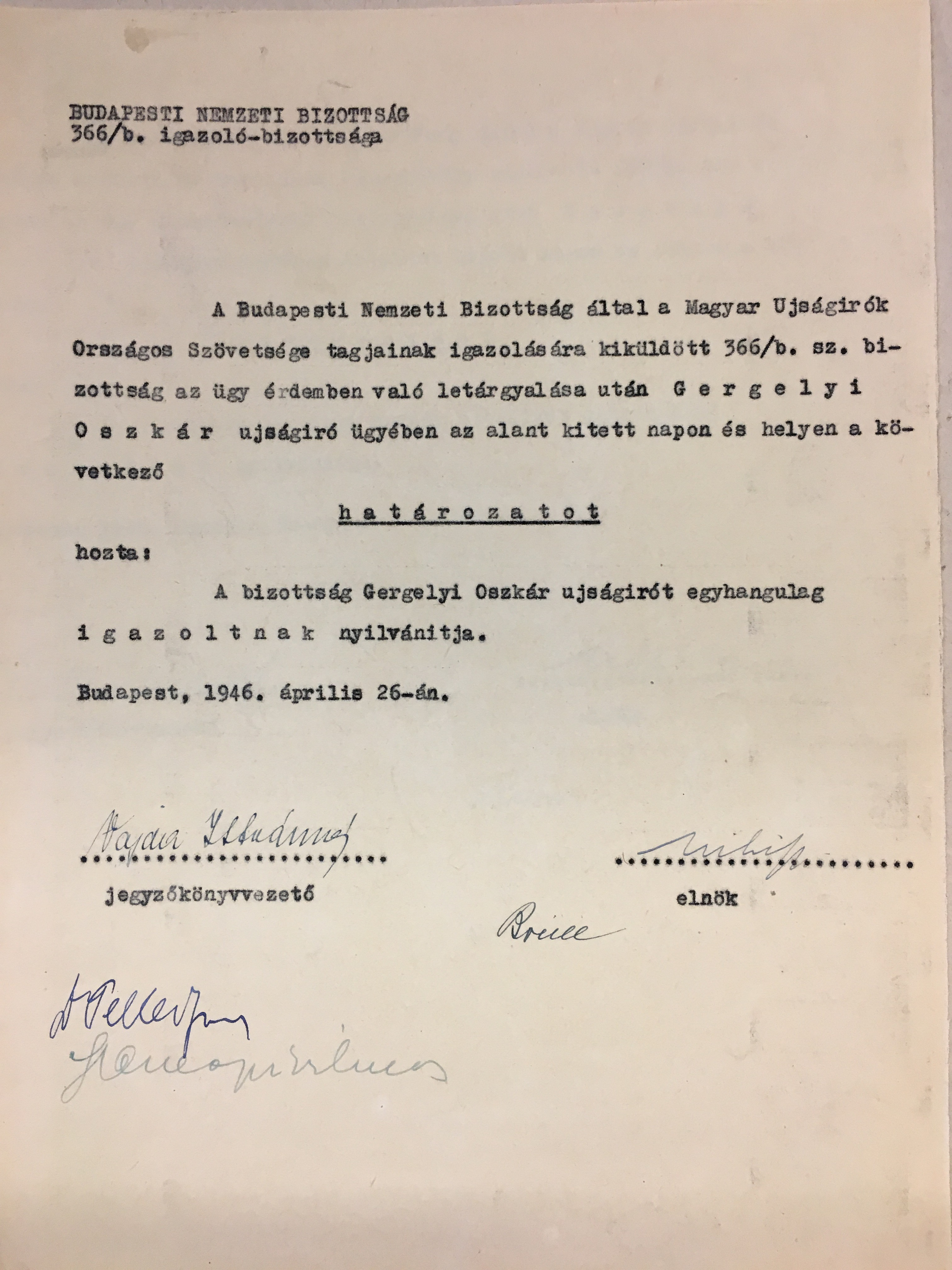
Gergelyi Oszkár igazolóbizottsági határozata

1946 tavaszán a Budapesti Nemzeti Bizottság felszólítására meg kellett jelennie a Magyar Újságíró Szövetség igazoló bizottsága előtt, ahol számot kellett adnia esetleges nyilas vagy németbarát tevékenységéről. Az igazoló bizottság ilyen tevékenységet nem talált Gergelyinél, ezért 1946. április 26-án igazoltnak nyilvánította.
1948-ban a rákospalotai Nemzeti Bizottság tagja.
1946-ban szerkesztője a „Dél-Pestmegye: Kecskemét és a délpestmegyei járások politikai lapja” című újságnak, majd 1947-ben az ebből alakult „Kecskeméti Hírek”-nek.